# وجبة (شبام)
'

تعديل مصدري - تعديل

وجبة هي إحدى قرى عزلة شبام بمديرية شبام التابعة لمحافظة حضرموت، بلغ تعداد سكانها 73 نسمة حسب تعداد اليمن لعام 2004.